# George Monck, I duca di Albemarle
George Monck, primo duca di Albemarle, conte di Torrington e barone di Potheridge (Great Potheridge House, 6 dicembre 1608 – Londra, 3 gennaio 1670), è stato un ammiraglio inglese ma anche uomo politico, figura chiave del periodo di restaurazione del potere monarchico dopo il periodo repubblicano sotto i Protettorati di Oliver e Richard Cromwell.
George era il secondogenito di Sir Thomas Monck. Poiché suo padre subì un grave torto da parte delle autorità della contea, egli si vendicò sul vicesceriffo, il che ebbe come conseguenza che George dovette lasciare la sua terra ed entrò come volontario nell'esercito.

## Gli inizi ed il primo periodo "realista"

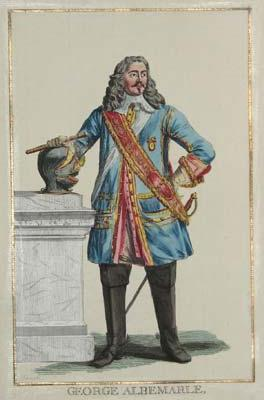
George Albemarle, ritratto da Barlow

Dopo aver partecipato ad una spedizione militare a Cadice nel 1626 ed all'assedio dell'Île de Ré, giunse nel 1629 nei Paesi Bassi, ove si fece una buona fama come soldato e comandante. Nel 1638 entrò in urto con le autorità civili di Dordrecht e dovette rientrare in Inghilterra.
Durante le guerre dei Vescovi (1639-1640) si mise in luce nella battaglia di Newburn (1640). Con lo scoppio della Ribellione irlandese del 1641 divenne colonnello comandante di reggimento sotto James Butler, 1º duca di Ormond e mostrò quelle qualità per le quali fu noto durante tutta la sua vita: talento, capacità di rendersi indispensabile, temperamento imperturbabile e ferrea discrezione.
Era prevista per lui la carica di governatore di Dublino ma il re Carlo I gli preferì un suo protetto, il 1º conte di Cavan, Charles Lambart. Sebbene Monk avesse saggiamente a questi ceduto il passo, fu condotto ugualmente sotto scorta a Bristol. In un colloquio personale con il re, grazie alle sue fondate critiche sulla conduzione della guerra in Irlanda, lo convinse ad affidargli un comando nella sua armata.

## La guerra civile inglese
Nella guerra civile inglese Monk combatté dapprima dalla parte del re ma nel 1644 fu preso prigioniero dai Roundheads presso Nantwich e gettato nella Torre di Londra, ove trascorse due duri anni a causa della sua mancanza di mezzi. Carlo I gli fece avere 100 sterline, della qual cosa egli fu molto riconoscente al re. Durante la prigionia scrisse il testo: Observations on Military and Political Affairs.

## Dalla parte di Cromwell

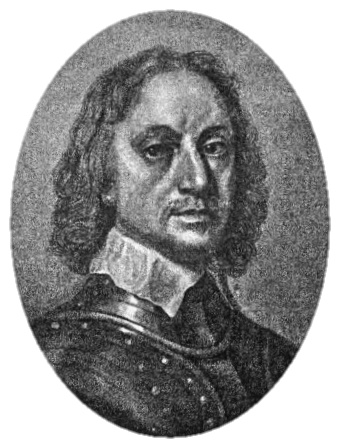
Oliver Cromwell

Poiché Monck aveva fatto molta esperienza in Irlanda, fu lasciato infine libero e gli fu offerto di combattere per il Parlamento in Irlanda. Egli accettò, poiché in questo modo non avrebbe dovuto combattere contro il re Carlo I. Egli combatté colà per due anni con molto successo, ma a seguito della decapitazione del re Carlo I molti soldati disertarono ed egli dovette giungere con il ribelle irlandese O'Neill ad un armistizio.
Rimasto fedele al Parlamento, Monck combatté per Oliver Cromwell in Scozia, partecipando alla vittoriosa battaglia di Dunbar nel 1650. Nominato da Cromwell comandante in capo delle truppe in Scozia, soggiogò rapidamente l'intera regione.
Nel 1652 dovette ritirarsi a Bath per rimettere in sesto la propria salute, ma solo nove mesi dopo prese il grado di Generale del Mare, una carica equivalente a quella di ammiraglio. Intanto era scoppiata la guerra anglo-olandese.
Monck combatté quindi insieme agli ammiragli Robert Blake e Richard Deane nella battaglia navale di Portland. Nella successiva battaglia di Gabbard, assunse il comando della flotta dopo che l'ammiraglio Deane era caduto in combattimento. Partecipò quindi anche alla successiva battaglia di Scheveningen, nella quale la flotta inglese conseguì una vittoria decisiva su quella olandese, comandata dall'ammiraglio Maarten Tromp che vi trovò la morte.
Tornato a terra sposò Anne Clarges, una donna di umili origini, probabilmente al suo primo matrimonio.
Negli anni seguenti Monck soffocò una rivolta realista nell'alta Scozia e su richiesta di Cromwell rimase per cinque anni ad Edimburgo come governatore della Scozia.
Non è molto probabile che Monck in quel periodo pensasse ad una restaurazione monarchica, ma un così abile diplomatico deve averne sicuramente valutata la possibilità. La sua riservatezza, da questo punto di vista, allarmava gli uni e alimentava le speranze degli altri.
Nel 1654 egli scoprì un complotto ordito dal suo comandante in seconda, Rovere Overton, che gli offrì il pretesto di togliere dall'esercito i militari appartenenti a fazioni religiose dissidenti.
Nel 1655 ricevette una lettera dal Principe di Galles Carlo II Stuart (il futuro Carlo II d'Inghilterra), una copia della quale egli inviò immediatamente a Cromwell, suggerendogli la possibilità di arrestare il principe e tradurlo a Londra. I rapporti con Cromwell furono sempre improntati a sincera, reciproca amicizia.
Cromwell morì improvvisamente il 3 ottobre 1658 e sebbene Monck pensasse in un primo tempo di sostenere militarmente il figlio Richard Cromwell, rinunciò presto a questo proposito allorché si palesò  l'inadeguatezza del giovane a ricoprire la carica del padre defunto.

## La restaurazione inglese

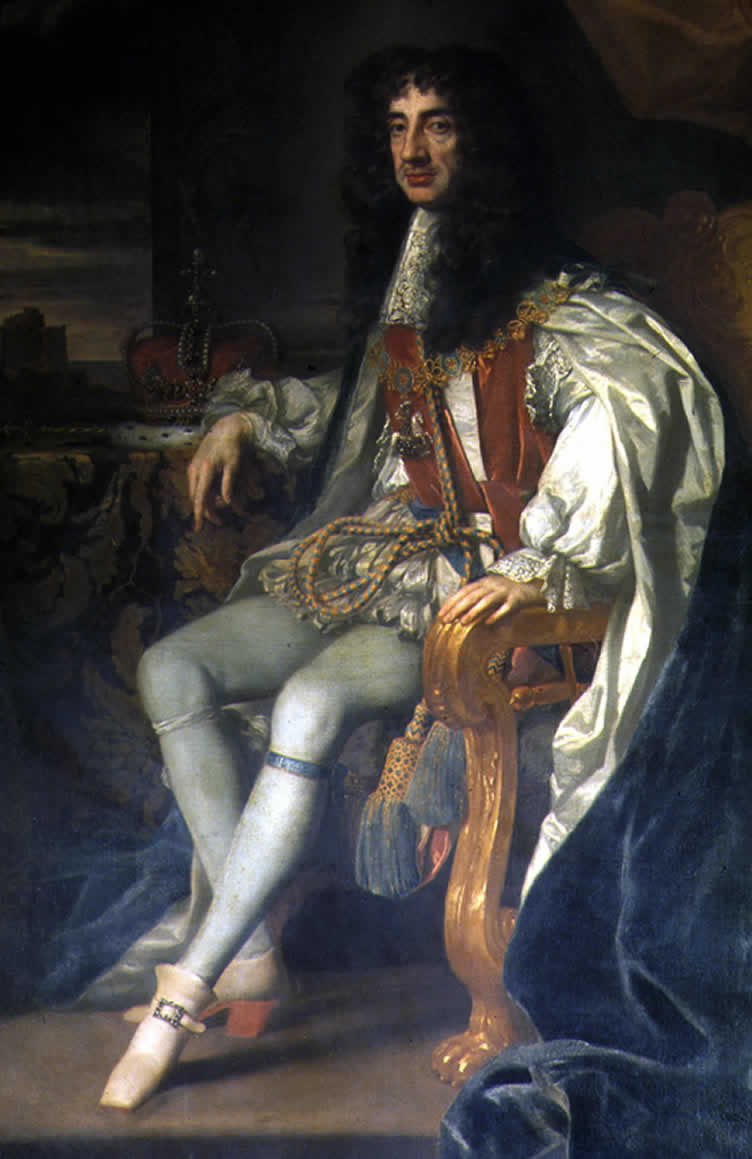
Carlo II, ritratto con le vesti dell'Ordine della Giarrettiera

Nella confusione che seguì alla morte di Oliver Cromwell, Monck adottò una tattica attendista, preoccupandosi solo di mantenere fedele e pronto il proprio esercito.
Si verificarono molti tentativi di rivolta realista che furono soffocati e, nell'autunno 1659, Monck si mise a capo delle truppe fedeli al Parlamento, trasferendosi con esse nel 1660 a Londra.
Il suo comportamento a Londra fu piuttosto equivoco. Da una parte egli sostenne segretamente i realisti della City e nello stesso tempo sosteneva il Rump Parliament, suggerendone però l'autoscioglimento e si rifiutò infine di prestare un giuramento che implicava il ripudio di Casa Stuart.
Il 21 febbraio 1660 egli riportò in servizio i parlamentari allontanati nella Pride's Purge, ed il vecchio Lungo Parlamento poté così nuovamente riunirsi. Esso si sciolse nuovamente il 16 aprile, vi furono nuove elezioni ed il 25 aprile si riunì per la prima volta il nuovo Parlamento della Convenzione. Questo accettò l'8 maggio la Dichiarazione di Breda, inviata al parlamento per tramite dello stesso Monck, nella quale il futuro Carlo II elencava le condizioni che poneva ed accettava per salire al trono inglese, del quale era legittimo pretendente. Queste furono approvate dal Parlamento ed il 23 aprile 1661 Carlo II Stuart veniva incoronato re d'Inghilterra nell'Abbazia di Westminster.
Così Monck riuscì a realizzare, senza spargimento di sangue, il ritorno della monarchia in Inghilterra. Egli ottenne dal re numerosi riconoscimenti, fra i quali il titolo di conte di Torrington, duca di Albemarle, barone di Potheridge, barone di Beauchamp e Barone di Teyes e Pari d'Inghilterra con una pensione annua di 700 sterline. Fu anche nominato cavaliere dell'Ordine della Giarrettiera. Massone, fu membro della loggia di Edimburgo.

## La seconda guerra anglo-olandese
Allo scoppio della seconda guerra anglo-olandese (1665-1667) Monck fu nuovamente comandante della flotta al fianco del Duca di York e del principe Rupert, che aveva già combattuto nella guerra civile inglese dalla parte del re Carlo I.
Quando scoppiò in Londra nel 1665 la peste e molti abitanti e lo stesso re fuggirono, rimase solo lui come impavido comandante. Egli fu incaricato dal re di restare a Londra e in particolare di sventare eventuali tentativi di colpo di Stato da parte repubblicana.

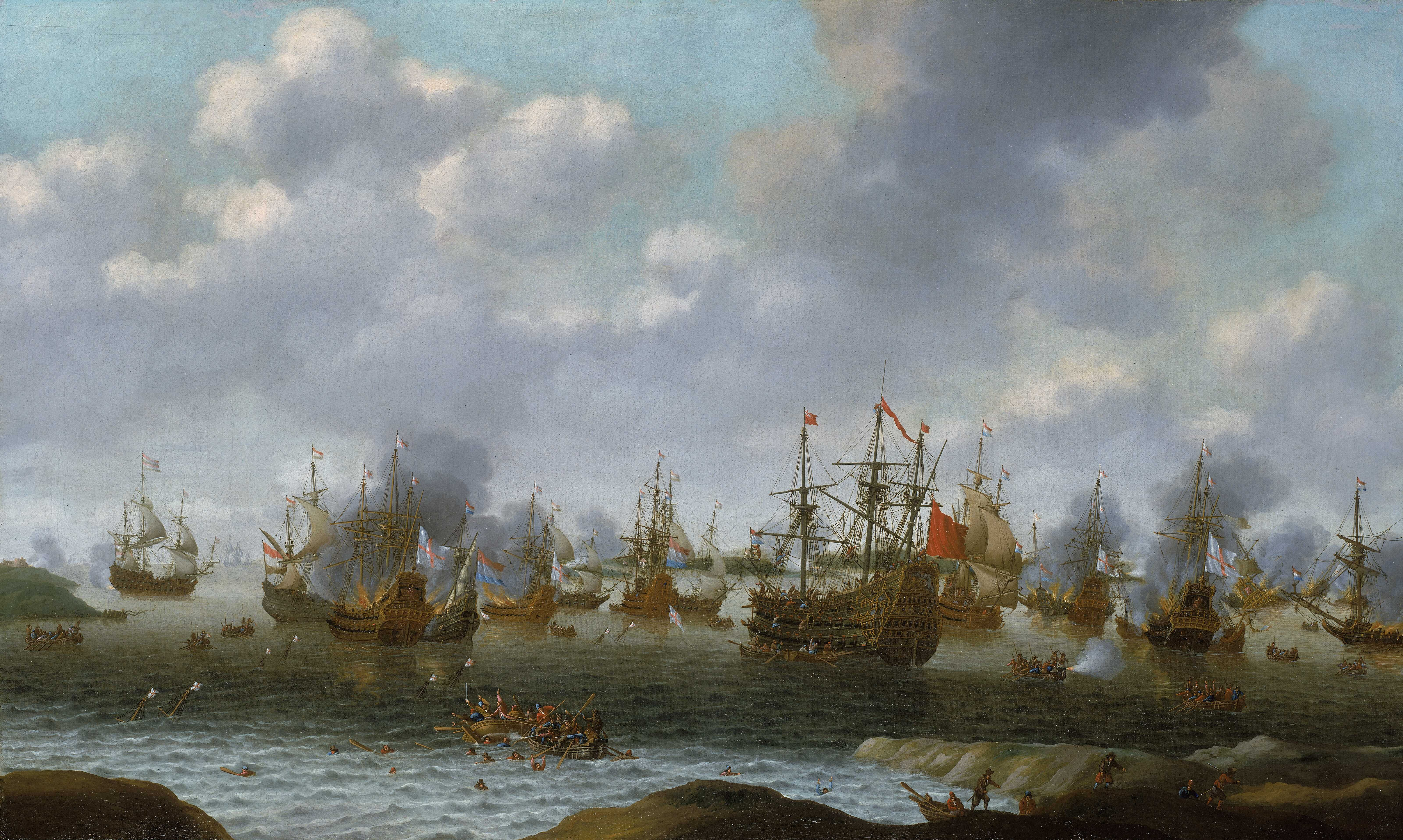
La battaglia di Chatam sul fiume Medway, dipinta da Pieter Cornelisz van Soest nel 1667. La nave catturata, la HMS Royal Charles è quella in centro

Nel 1666 comandò, insieme al fratello del re ed al principe Rupert, la flotta inglese nella battaglia dei Quattro giorni (11-14 giugno 1666) contro la flotta delle Province Unite comandata dagli ammiragli Michiel de Ruyter e Cornelis Tromp, ottenendo una pesante sconfitta, se non formalmente (entrambi i contendenti si assegnarono la vittoria), soprattutto in riferimento al numero di navi perse, circa il doppio rispetto alle olandesi.
Nel medesimo anno, in occasione del Grande incendio di Londra (2-5 settembre), fu chiamato in aiuto dal re, ma giunse ad incendio domato.
L'ultimo suo intervento ebbe luogo durante la battaglia di Chatam (19-24 giugno 1667), quando la flotta olandese del Ruyter risalì il Medway, causando il più grande disastro militare inglese fin dalla conquista normanna. Molte delle navi della Marina Reale vennero distrutte, o dagli olandesi o per essere state autoaffondate allo scopo di bloccare il fiume. L'ammiraglia inglese, HMS Royal Charles, venne abbandonata dal suo equipaggio ridotto, catturata senza che venisse sparato un colpo e rimorchiata nei Paesi Bassi. Il suo stemma è ora in mostra al Rijksmuseum. La sconfitta ebbe grosso impatto psicologico in tutta l'Inghilterra, con Londra che si sentì particolarmente vulnerabile, solo un anno dopo il grande Incendio.
Dopo questo episodio ritirò a vita privata. Monck morì di idropisia.

## Discendenza
George Monck ebbe un solo figlio, Christopher (14 agosto 1653 - 6 ottobre 1688), che ereditò il titolo di duca di Albemarle ma che non ebbe a sua volta eredi.

## Filmografia
La figure di George Monck è stata rappresentata nel film olandese Armada - Sfida al confine del mare (2015).